# High Visibility
High Visibility è il quarto album in studio del gruppo musicale rock svedese The Hellacopters, pubblicato nel 2000.

## Tracce
1. Hopeless Case of a Kid in Denial – 3:03
2. Baby Borderline – 2:49
3. Sometimes I Don't Know – 2:26
4. Toys and Flavors – 3:32
5. You're Too Good (To Me Baby) – 2:27
6. Throw Away Heroes – 3:18
7. No Song Unheard – 4:00
8. Truckloads of Nothin' – 2:48
9. A Heart Without Home – 3:50
10. No One's Gonna Do It for You – 3:09
11. I Wanna Touch – 2:31
12. Hurtin' Time – 2:28
13. Envious – 4:01

## Formazione
- Nicke Andersson - voce, chitarre, clavinet, percussioni
- Robert Dahlqvist - chitarre, voce
- Kenny Håkansson - basso
- Anders Lindström - organo, piano
- Robert Eriksson - batteria, cori